# Académie nationale des arts
L'Académie nationale des arts est un établissement public d’enseignement supérieur situé à Sofia, en Bulgarie. Elle a été créée en 1896.

## Anciens élèves
- Angel Metodiev
- Ognian Zekoff

## Professeurs
- Assen Vassiliev

## Structure
L'Académie est divisée en deux facultés:
- faculté des Beaux-Arts
- faculté des Arts Appliqués[1]